# José Trajano
José Trajano Reis Quinhões (Rio de Janeiro, 21 de outubro de 1946) é um jornalista e escritor brasileiro.
Foi diretor de jornalismo e um dos fundadores da ESPN Brasil ao lado de Laércio Roma e Júlio Bartolo. Também é microempresário em comunicação, fazendo conteúdos exclusivos em seu site e suas redes sociais sob o nome "Ultrajano", em que mistura análise esportiva e conteúdo político.
É consultor para o projeto Memória do Esporte Olímpico Brasileiro, participante desde sua concepção, em 2011, fruto de muitas parcerias e disseminação inclusive pelo projeto de discussão Cultura do Corpo do Instituto Goethe. Foi um dos criadores do programa oficial Caravana do Esporte.

## Biografia

### Infância e Juventude
Filho de Trajano e Nilza, o pai um professor de história e geografia, a mãe uma dona de casa que ainda encontrava tempo para ministrar aulas de artes aplicadas, viveu uma infância bem no estilo campestre, em uma fazenda da família em Rio das Flores, no interior do Rio de Janeiro. Estudou no tradicional Colégio de São Bento. Todavia, abandonou os estudos antes de completar o 2º Grau.
Seu primeiro emprego foi ainda na adolescência, em 1963, no então Jornal do Brasil. Viveu boa parte de sua vida no bairro da Tijuca, na praça Afonso Pena, próximo a sede social de seu clube de coração, o America. O antigo campo do time em Vila Isabel também era frequentado por Trajano.

### Carreira

#### Início no jornalismo impresso
Começou sua carreira no Jornal do Brasil, em 1963, com 16 anos, onde cobriu a Copa de 1970 in loco, e desde então passou por diversos veículos do país. Teve seu primeiro cargo de comando, em 1972, no Jornal dos Sports. Durante a ditadura militar editou importante jornal da chamada “imprensa nanica" ‘O Ex’.

#### Transição para TV
Entre 1993 e 2000 foi apresentador do telejornal esportivo Cartão Verde, na TV Cultura.
No início dos anos 1990, Julio Bartolo, amigo dos tempos de colégio, o convida para chefiar a TVA Esportes, empresa do ramo que era um “braço” do grupo Abril. Em 1995, o canal passa a se chamar ESPN Brasil. Trajano desempenhou a função de diretor de jornalismo da ESPN Brasil entre 1995 e 2011, quando foi substituído por João Palomino. Até seu desligamento da emissora participava dos programas Linha de Passe e Bate-Bola, sendo nome de destaque no primeiro, do qual foi o criador em 1998. Participou do extinto Pontapé Inicial, além de ter sido comentarista da Rádio Capital, desde a parceria firmada com a emissora de televisão.
No dia 30 de setembro de 2016, foi demitido da ESPN Brasil depois de 21 anos de relação com a emissora. Dentre outros possíveis motivos do desgaste entre o profissional e a cúpula da ESPN estariam o episódio ocorrido em maio do mesmo ano, em que Trajano expõe indignação durante a abertura do Linha de Passe com a presença de Danilo Gentili no Bate-Bola, que depois implicou na formalização de uma representação judicial contra Trajano.
Em outubro de 2016, mantinha-se escalado como mediador em evento esportivo de debates ao vivo do Serviço Social do Comércio, cujo nome é "Esporte em Jogo" e prevê uma série de 8 encontros com especialistas nas diferentes áreas e modalidades desportivas. Duas destas datas já ocorridas desde agosto.
Em novembro de 2016, foi contratado pelo Canal Brasil, onde apresentou o talk-show "José Carioca".
No dia 16 de maio de 2024, Trajano voltou a aparecer na ESPN Brasil após quase 8 anos para homenagear o jornalista Antero Greco em uma edição especial, feita em homenagem a Antero, do SportsCenter Brasil, programa que Antero apresentou por anos.

#### Presença na Internet
Em dezembro de 2016, deu início às atividades de seu canal no YouTube, o canal Ultrajano. No canal, o âncora apresenta o programa "Na Sala do Zé", transmitido de sua sala de estar. O primeiro programa foi ao ar no dia 8 de dezembro de 2016, com presença de Eduardo Gudin e do professor Pasquale Cipro Neto. Em 2017, as atividades de produção de conteúdo próprio foram estendidas para o Facebook, Twitter e um site próprio, criando seu próprio sistema de difusão.
Em 20 de março de 2017, estreou na Central3 o podcast "Zé no Rádio". Em 14 de janeiro de 2019, com a entrada de Dudu Monsanto, o programa passou a se chamar "Pontapé"., reeditando a dupla formada na TV. O podcast recebeu episódios inéditos semanalmente até janeiro de 2022.
Em setembro de 2017, foi anunciado como novo contratado da TVT, onde apresenta o programa diário "Papo com Zé Trajano", um dos líderes de audiência do canal.

### Filiações
É torcedor assumido do America (RJ) e do Arsenal.
Após a saída da emissora que ajudou a criar e no calor do momento político, aderiu à campanha pelo 2° turno do candidato à prefeitura do Rio de Janeiro, Marcelo Freixo, para o qual presta apoio voluntário, sem ser filiado ao Partido Socialismo e Liberdade (PSOL). . Já afirmou ser darcysista e brizolista. Embora reconheça ter apoiado o Partido dos Trabalhadores (PT) algumas vezes e votado no partido, diz nunca ter sido petista.

### Vida pessoal
Cultivava amizade íntima com o falecido craque Sócrates, de quem foi hóspede na Itália e dividiu muitos barris de chope. Trajano o incitava a madrugar diariamente, com o que a carreira internacional do ex-jogador foi amplamente prejudicada.
Seu primeiro casamento foi com a também jornalista Renée Castelo Branco, com quem teve os filhos Marina e João -- ambos criados pelo analista global Pedro Bial. O segundo foi com a também jornalista Célia Chaim, falecida em janeiro de 2016, com quem teve o filho caçula Pedro.

## Livros
É autor de 4 romances. O primeiro fala da adolescência em Rio das Flores, uma paixão juvenil. No segundo, fala do seu bairro, Tijuca, e do seu time, o América. No terceiro, fala do seu colégio, o São Bento. E no quarto volta a Rio das Flores e fala um pouco de futebol e de política.
- Procurando Monica (2014)
- Tijucamérica (2015)
- Os Beneditinos (2018)[34]
- Aqueles olhos verdes (2021)[7][35]

## Prêmios
| Ano  | Prêmio              | Categoria                           | Resultado | Ref.   |
| ---- | ------------------- | ----------------------------------- | --------- | ------ |
| 2009 | Prêmio Comunique-se | Executivo de Veículo de Comunicação | Venceu    |        |
| 2011 | Prêmio Comunique-se | Executivo de Veículo de Comunicação | Venceu    | [ 36 ] |